# 성의여자중학교
성의여자중학교(聖義女子中學校)는 대한민국 경상북도 김천시 평화동에 있는 사립 중학교로, 이 학교는 대한제국 시대 말기인 1901년 8월 1일에 경북사립김천성의여학교로 처음 개교되었다.

## 학교 연혁
- 1901년 4월 27일 : 김천 자라밭골(현재 황금동)에 김천 본당(현재 황금동 성당) 설립, 초대 주임 김성학(알렉스) 신부 발령
- 1901년 8월 1일 : 김성학(알렉스) 신부 김천 본당에 성의학교 창립
- 1911년 2월 2일 : 성의 학교 여자부 병설
- 1947년 4월 1일 : 성의중학원 (중등 3년 과정 및 1년 속성 과정) 개설, 최재선(요한) 신부 초대 학원장 취임
- 1949년 3월 10일 : 성의여자 초급중학교 설립인가(6학급), 성의학원 발전적 폐쇄
- 1949년 5월 7일 : 성의여자 초급중학교 개교, 최재선 신부 초대 교장으로 취임
- 1950년 1월 31일 : 성의중학교로 개칭인가 (남,여자부 병설, 여자부 3학급 감축)
- 1961년 10월 18일 : 김천시 평화동에 여자부 교사 준공 (철근 콘크리트 3층 20교실) 및 이전
- 1962년 12월 2일 : 위치 변경 인가 (김천시 평화동 406-6번지)
- 1969년 10월 14일 : 성의중학교에서 여자부 분리, 성의여자중학교 설립 및 학급 증설인가 (15학급)
- 1970년 3월 1일 : 성의여자중학교 개교, 성의여자중학교 포교 성베네딕도 수녀회에서 인수
- 1971년 5월 15일 : 교사 본관 준공(철근 콘크리트 슬라브 7층, 연건평 1050평, 강당 및 19교실)
- 1974년 8월 30일 : 특별교실 준공(철근 콘크리트 5층 5교실)
- 1977년 12월 8일 : 백합관 준공(철근 콘크리트 연건평 629평 대강당 및 도서관)
- 1980년 3월 1일 : 장미관(가정관) 개관
- 1985년 12월 8일 : 구관을 4층(8교실)으로 증축
- 1987년 2월 28일 : 성학관(자취사) 준공
- 1992년 3월 1일 : 학급 증설인가(18학급)
- 2023년 1월 3일 : 제75회 졸업식(졸업생 122명, 총원 16,738명)
- 2023년 3월 1일 : 제16대 최용호 교장 취임

## 참고 자료
- 성의여자중학교 - 한국교육학술정보원 학교알리미